# Nesapterus curtithorax
Nesapterus curtithorax är en skalbaggsart som beskrevs av Scott 1908. Nesapterus curtithorax ingår i släktet Nesapterus och familjen glansbaggar. Inga underarter finns listade i Catalogue of Life.